# Mexikanischer Flohkrebs
Der Mexikanische Flohkrebs (Hyalella azteca) ist eine in Nord- und Mittelamerika beheimatete Art, bzw. ein Komplex von Arten, der Flohkrebse. Unter diesem Namen werden zahlreiche Kryptospezies zusammengefasst, die genetisch und zum Teil ökologisch klar unterscheidbar sind, aber morphologisch zurzeit nicht gegeneinander differenzierbar sind. Diese sind, mit Ausnahme von Hyalella azteca zurzeit nicht formal als Arten beschrieben worden. Hyalella azteca s. str. ist aus Mexiko beschrieben worden, es ist unklar, inwieweit Tiere aus Nordamerika dazugehören. Zahlreiche alte Meldungen der Art für Südamerika beziehen sich auf andere Arten der Gattung Hyalella, die damals noch nicht unterschieden wurden.

## Merkmale
Der Mexikanische Flohkrebs ist eine relativ kleine Art mit der typischen Körpergestalt der Flohkrebse, Männchen erreichen acht, Weibchen sechs Millimeter Körperlänge. Von Arten der Unterordnung Gammaridea (mit der großen Gattung Gammarus) ist er an den relativ kurzen ersten Antennen, die in etwa dieselbe Länge erreichen wie die zweiten Antennen, und denen das kleine, akzessorische Flagellum fehlt, zu unterscheiden, außerdem am fehlenden Palpus der Mandibeln und dem eingliedrigen, akzessorischen Palpus der ersten Maxillen. Der Palpus des Maxillipeden ist fünfsegmentig, mit langem und schlankem Endsegment. Die ersten beiden bis drei Segmente des Pleon tragen auf der Oberseite einen deutlichen Zahn. Der Rumpfabschnitt (Peraeon) trägt große Coxalplatten, die an der Unterkante bedornt sind. Das Telson ist am Ende abgerundet, nicht eingeschnitten oder gespalten, und trägt zwei große Dorne. Die Art ist von weiteren Arten der Gattung, auch außerhalb des Hyalella azteca-Artkomplexes, nur schwierig und an Detailmerkmalen der Beborstung (Chaetotaxie), der Proportionen der Antennenglieder und der Proportionen bestimmter Körperglieder wie Teilen der Mundwerkzeuge und der Urosomen unterscheidbar.

## Lebensraum
Der Mexikanische Flohkrebs ist in Seen und Flüssen Nordamerikas weit verbreitet, sein Verbreitungsgebiet reicht im Norden Kanadas bis zur Baumgrenze. Er gilt als Indikator für Wasserverschmutzung, sein Sauerstoffbedarf ist aber wesentlich geringer als bei Mitteleuropäischen Bachflohkrebsen der Gattung Gammarus. In Südamerika wird er durch andere Arten, z. B. Hyalella armata aus dem Titicacasee vertreten.
In Europa gibt es bisher keinen gesicherten Nachweis im Freiland, obwohl die Art nach unbestätigten Berichten in Gartenteichen zum Teil seit mehreren Jahren lebt und hier auch überwintert. Wegen der Haltung als Aquarien- und Labortier wird eine Einschleppung in den nächsten Jahren als nicht unwahrscheinlich angesehen.
Seine Nahrung besteht vor allem aus pflanzlichem Detritus (z. B. Falllaub), daneben werden opportunistisch weitere Nahrungsquellen wie Algen und Aas verwertet.

## Kryptische Artbildung
Die Sammelart Hyalella azteca s. l. besteht nach Analysen der DNA aus mehreren, morphologisch meist nicht unterscheidbaren, Kleinarten oder Kryptospezies. Obwohl diese bisher nicht nach morphologischen Merkmalen bestimmbar sind, ist es in einigen Fällen gelungen, Unterschiede in Ökologie und Lebensweise ausfindig zu machen. So haben sich in mehreren Entwicklungslinien in Lebensräumen mit starker Prädation durch Sonnenbarsche der Gattung Lepomis besonders kleine Morphen herausgebildet, die von den Fischen weniger gern gefressen werden, während die Tiere in fischfreien Lebensräumen größer werden. Andere Kryptospezies sind an Seenufern je nach Tiefe und Uferabstand räumlich eingenischt.

## Ökotoxikologische Bedeutung
Hyalella azteca wird aufgrund ihrer Empfindlichkeit gegenüber Schadstoffen häufig in der Ökotoxikologie eingesetzt. Neuere Studien deuten jedoch darauf hin, dass Populationen über Generationen hinweg eine Toleranz gegenüber Insektiziden entwickeln können. So wurde in einer Studie der Universität Frankfurt aus dem Jahr 2024 festgestellt, dass die Toleranzwerte nach nur zwei Generationen der Exposition gegenüber dem Neonikotinoid Thiacloprid deutlich zunahmen, was die mögliche Rolle der Entwicklungsplastizität bei der schnellen Anpassung an die Pestizidbelastung unterstreicht.

## Aquaristik
In die heimischen Aquarien wurde der Mexikanische Flohkrebs mit Zierfischlieferungen eingeschleppt und wird seither wegen seiner leichten Haltung und Pflege gerne als Futtertier oder für Wirbellosenaquarien gezüchtet.